# Giải vô địch bóng đá Đông Nam Á 2016
Giải vô địch bóng đá Đông Nam Á 2016 (tiếng Anh: 2016 AFF Championship), tên chính thức là AFF Suzuki Cup 2016 vì lý do tài trợ (cũng thường được gọi là AFF Cup 2016), là lần tổ chức thứ 11 của Giải vô địch bóng đá Đông Nam Á, giải đấu bóng đá của các quốc gia thuộc Liên đoàn bóng đá Đông Nam Á (AFF) và là lần thứ 5 dưới tên gọi AFF Suzuki Cup. Giải đấu được tổ chức từ ngày 19 tháng 11 đến ngày 17 tháng 12 năm 2016 tại Myanmar và Philippines. Đây cũng là giải đấu AFF Cup cuối cùng có 8 đội tham dự, trước khi số đội tham dự vòng chung kết được tăng lên 10 đội kể từ năm 2018.
Đương kim vô địch Thái Lan đã bảo vệ thành công danh hiệu sau khi vượt qua Indonesia với tổng tỷ số 3–2 trong hai lượt trận chung kết, qua đó trở thành đội tuyển thành công nhất giải đấu với 5 lần đăng quang.

## Lựa chọn chủ nhà
Kỳ họp thứ 11 của Hội đồng Liên đoàn bóng đá Đông Nam Á (AFF) diễn ra tại Naypyidaw vào ngày 21 tháng 12 năm 2013 đã xác nhận Myanmar và Philippines là đồng chủ nhà của giải đấu năm 2016, đánh dấu lần đầu tiên Giải vô địch bóng đá Đông Nam Á được đăng cai tổ chức ở hai quốc gia này.
Vào tháng 2 năm 2016, Philippines đã tuyên bố rút lui khỏi việc đăng cai vòng bảng của AFF Cup với lý do sân vận động Tưởng niệm Rizal không đảm bảo điều kiện thi đấu. Nước chủ nhà thay thế được dự kiến công bố vào ngày 12 tháng 3 năm 2016, với việc Malaysia và đồng chủ nhà của năm 2014 Singapore và Việt Nam thông báo họ đã và đang ứng cử để tổ chức giải đấu. Phía Philippines sau đó cũng cho biết họ sẽ thực hiện kháng cáo để giữ quyền đăng cai.
Vào ngày 7 tháng 3 năm 2016, AFF đã chấp nhận đơn kháng cáo của Philippines trong khi Malaysia được điền tên vào "danh sách chờ", còn Việt Nam và Singapore đã rút ứng cử. Philippines được giao hạn tới ngày 11 tháng 3 để hoàn tất hợp đồng sử dụng Sân vận động Thể thao Philippines (PSS) làm địa điểm thi đấu. Sân vận động Tưởng niệm Rizal được sử dụng làm địa điểm phụ cho các trận đấu diễn ra cùng lúc ở lượt cuối vòng bảng. Đến ngày 12 tháng 3, cuộc họp của Hội đồng AFF ở Đà Nẵng, Việt Nam đã xác nhận Philippines vẫn được giữ quyền đăng cai vòng bảng. Liên đoàn bóng đá Philippines đã xuất trình hợp đồng với PSS cho AFF, cùng với thư xác nhận của Ủy ban Thể thao Philippines.

## Địa điểm
| Băng Cốc | Băng Cốc                   | Băng Cốc                   | Bogor                      | Bogor                             | Bogor                             | Hà Nội                            | Hà Nội                            | Hà Nội                        | Yangon                        | Yangon                        | Yangon                        |
| --- | -------------------------- | -------------------------- | -------------------------- | --------------------------------- | --------------------------------- | --------------------------------- | --------------------------------- | ----------------------------- | ----------------------------- | ----------------------------- | ----------------------------- |
| Sân vận động Rajamangala | Sân vận động Rajamangala   | Sân vận động Rajamangala   | Sân vận động Pakansari     | Sân vận động Pakansari            | Sân vận động Pakansari            | Sân vận động Quốc gia Mỹ Đình     | Sân vận động Quốc gia Mỹ Đình     | Sân vận động Quốc gia Mỹ Đình | Sân vận động Thuwunna         | Sân vận động Thuwunna         | Sân vận động Thuwunna         |
| Sức chứa: 49.722 | Sức chứa: 49.722           | Sức chứa: 49.722           | Sức chứa: 30.000           | Sức chứa: 30.000                  | Sức chứa: 30.000                  | Sức chứa: 40.192                  | Sức chứa: 40.192                  | Sức chứa: 40.192              | Sức chứa: 32.000              | Sức chứa: 32.000              | Sức chứa: 32.000              |
| |                            |                            |                            |                                   |                                   |                                   |                                   |                               |                               |                               |                               |
| Băng CốcHà NộiYangonBogorNaypyidawBocaueManila Vị trí các sân vận động của Giải vô địch bóng đá Đông Nam Á 2016. · Xanh dương: Chung kết. Xanh lục: Bán kết. Vàng: Vòng bảng. |                            |                            |                            |                                   |                                   |                                   |                                   |                               |                               |                               |                               |
| Naypyidaw | Naypyidaw                  | Naypyidaw                  | Naypyidaw                  | Bocaue                            | Bocaue                            | Bocaue                            | Bocaue                            | Manila                        | Manila                        | Manila                        | Manila                        |
| Sân vận động Wunna Theikdi | Sân vận động Wunna Theikdi | Sân vận động Wunna Theikdi | Sân vận động Wunna Theikdi | Sân vận động Thể thao Philippines | Sân vận động Thể thao Philippines | Sân vận động Thể thao Philippines | Sân vận động Thể thao Philippines | Sân vận động tưởng niệm Rizal | Sân vận động tưởng niệm Rizal | Sân vận động tưởng niệm Rizal | Sân vận động tưởng niệm Rizal |
| Sức chứa: 30.000 | Sức chứa: 30.000           | Sức chứa: 30.000           | Sức chứa: 30.000           | Sức chứa: 20.000                  | Sức chứa: 20.000                  | Sức chứa: 20.000                  | Sức chứa: 20.000                  | Sức chứa: 12.873              | Sức chứa: 12.873              | Sức chứa: 12.873              | Sức chứa: 12.873              |
| |                            |                            |                            |                                   |                                   |                                   |                                   |                               |                               |                               |                               |

## Vòng loại

Các đội tham dự AFF Cup 2016
Không vượt qua vòng loại
Không tham dự
Không phải là thành viên của AFF

Bảy đội tuyển được đặc cách vào thẳng vòng chung kết và được chia vào các nhóm tương ứng dựa trên thành tích của hai giải đấu gần nhất, trong khi bốn đội tuyển còn lại phải thi đấu vòng loại để xác định đội thứ tám được lọt vào vòng bảng. Campuchia đã được chọn làm nước chủ nhà của vòng loại theo quyết định của Hội đồng AFF tại cuộc họp ở Naypyidaw 
Hiệp hội bóng đá Indonesia đã được FIFA gỡ bỏ lệnh cấm thi đấu tại Đại hội FIFA lần thứ 66, đồng nghĩa với việc đội tuyển quốc gia nước này được phép tham dự AFF Cup 2016.

### Các đội giành quyền tham dự
| Đội tuyển   | Lần tham dự | Thành tích tốt nhất                      |
| ----------- | ----------- | ---------------------------------------- |
| Việt Nam    | Thứ 11      | Vô địch (2008)                           |
| Myanmar     | Thứ 11      | Hạng tư (2004)                           |
| Philippines | Thứ 10      | Bán kết (2010, 2012, 2014)               |
| Thái Lan    | Thứ 11      | Vô địch (1996, 2000, 2002, 2014)         |
| Malaysia    | Thứ 11      | Vô địch (2010)                           |
| Indonesia   | Thứ 11      | Á quân (2000, 2002, 2004, 2010)          |
| Singapore   | Thứ 11      | Vô địch (1998, 2004, 2007, 2012)         |
| Campuchia   | Thứ 6       | Vòng bảng (1996, 2000, 2002, 2004, 2008) |

## Bốc thăm
Lễ bốc thăm chia bảng diễn ra vào lúc 19:00 (UTC+6:30) ngày 2 tháng 8 năm 2016 tại Yangon, Myanmar.
Mỗi bảng đấu sẽ bao gồm một đội tuyển từ mỗi nhóm hạt giống, tổng cộng bốn nhóm với hai đội cho mỗi nhóm. Ngoại trừ Myanmar và Philippines tự động được xếp vào nhóm 1 do là đồng chủ nhà, các đội tuyển còn lại được xếp vào các nhóm hạt giống dựa vào thành tích của hai giải đấu trước đó. Việc xếp hạng sẽ ưu tiên vị trí cao nhất mà đội tuyển đó đạt được trong hai giải đấu. Nếu thành tích ngang nhau, ưu tiên giải gần nhất.
Tại thời điểm bốc thăm, đội tuyển vượt qua vòng loại chưa được xác định và tự động được xếp vào nhóm 4, cùng với Indonesia vì các đội tuyển quốc gia nước này bị cấm thi đấu gần đây.
| Nhóm | Đội tuyển                  | 2014 | 2012 |
| ---- | -------------------------- | ---- | ---- |
| 1    | Myanmar (đồng chủ nhà)     | 7    | 8    |
| 1    | Philippines (đồng chủ nhà) | 4    | 3    |
| 2    | Thái Lan                   | 1    | 2    |
| 2    | Malaysia                   | 2    | 4    |
| 3    | Việt Nam                   | 3    | 6    |
| 3    | Singapore                  | 6    | 1    |
| 4    | Indonesia                  | 5    | 5    |
| 4    | Campuchia                  | VL   | VL   |

## Trọng tài
Các trọng tài sau đây được lựa chọn để điều khiển tại giải đấu. 
- Jarred Gillett
- Fu Ming
- Kimura Hiroyuki
- Iida Jumpei
- Ito Kazuki
- Adham Makhadmeh
- Yaqoob Abdul Baki
- Kim Dong-Jin
- Masoud Tufaylieh
- Çarymyrat Kurbanow
- Abdullah Hassan
- Aziz Asimov
- Valentin Kovalenko
- Ilgiz Tantashev

## Vòng bảng
| Vô địch Á quân | Bán kết Vòng bảng |

Các tiêu chí

Kết quả của các đội tuyển tham dự AFF Cup 2016
Vô địch
Á quân
Bán kết
Vòng bảng

Thứ hạng ở từng bảng được quyết định như sau:
1. Điểm số đạt được cao hơn trong các trận vòng bảng;
2. Hiệu số bàn thắng cao hơn trong các trận vòng bảng;
3. Ghi nhiều bàn thắng hơn trong các trận vòng bảng.

Trường hợp 3 tiêu chí trên bằng nhau, thứ hạng sẽ được quyết định như sau:
1. Kết quả đối đầu trực tiếp giữa các đội liên quan;
2. Đá luân lưu 11m nếu các đội liên quan vẫn còn trên sân;
3. Bốc thăm.

#### Bảng A
- Tất cả các trận đấu diễn ra tại Philippines.
- Thời gian được liệt kê là UTC+8.

| VT | Đội             | ST | T | H | B | BT | BB | HS | Đ | Giành quyền tham dự                     |
| -- | --------------- | -- | - | - | - | -- | -- | -- | - | --------------------------------------- |
| 1  | Thái Lan        | 3  | 3 | 0 | 0 | 6  | 2  | +4 | 9 | Giành quyền vào vòng đấu loại trực tiếp |
| 2  | Indonesia       | 3  | 1 | 1 | 1 | 6  | 7  | −1 | 4 | Giành quyền vào vòng đấu loại trực tiếp |
| 3  | Philippines (H) | 3  | 0 | 2 | 1 | 2  | 3  | −1 | 2 |                                         |
| 4  | Singapore       | 3  | 0 | 1 | 2 | 1  | 3  | −2 | 1 |                                         |

| Thái Lan                                     | 4–2      | Indonesia            |
| -------------------------------------------- | -------- | -------------------- |
| N. Peerapat 4' · D. Teerasil 36', 79', 90+4' | Chi tiết | Boaz 53' · Lerby 56' |

| Philippines | 0–0      | Singapore |
| ----------- | -------- | --------- |
|             | Chi tiết |           |

| Thái Lan       | 1–0      | Singapore |
| -------------- | -------- | --------- |
| M. Sarawut 89' | Chi tiết |           |

| Indonesia               | 2–2      | Philippines                         |
| ----------------------- | -------- | ----------------------------------- |
| Fachrudin 7' · Boaz 68' | Chi tiết | Bahadoran 31' · P. Younghusband 82' |

| Singapore   | 1–2      | Indonesia                |
| ----------- | -------- | ------------------------ |
| Khairul 27' | Chi tiết | Andik 62' · Lilipaly 85' |

| Philippines | 0–1      | Thái Lan       |
| ----------- | -------- | -------------- |
|             | Chi tiết | M. Sarawut 81' |

#### Bảng B
- Tất cả các trận đấu diễn ra tại Myanmar.
- Thời gian được liệt kê là UTC+6:30.

| VT | Đội         | ST | T | H | B | BT | BB | HS | Đ | Giành quyền tham dự                     |
| -- | ----------- | -- | - | - | - | -- | -- | -- | - | --------------------------------------- |
| 1  | Việt Nam    | 3  | 3 | 0 | 0 | 5  | 2  | +3 | 9 | Giành quyền vào vòng đấu loại trực tiếp |
| 2  | Myanmar (H) | 3  | 2 | 0 | 1 | 5  | 3  | +2 | 6 | Giành quyền vào vòng đấu loại trực tiếp |
| 3  | Malaysia    | 3  | 1 | 0 | 2 | 3  | 4  | −1 | 3 |                                         |
| 4  | Campuchia   | 3  | 0 | 0 | 3 | 4  | 8  | −4 | 0 |                                         |

| Malaysia                    | 3–2      | Campuchia         |
| --------------------------- | -------- | ----------------- |
| Syazwan 37' · Amri 69', 80' | Chi tiết | Vathanaka 8', 59' |

| Myanmar      | 1–2      | Việt Nam                                |
| ------------ | -------- | --------------------------------------- |
| Aung Thu 73' | Chi tiết | Nguyễn Văn Quyết 24' · Lê Công Vinh 80' |

| Malaysia | 0–1      | Việt Nam               |
| -------- | -------- | ---------------------- |
|          | Chi tiết | Nguyễn Trọng Hoàng 80' |

| Campuchia  | 1–3      | Myanmar                           |
| ---------- | -------- | --------------------------------- |
| Suhana 14' | Chi tiết | Z. M. Tun 35', 40' · Aung Thu 56' |

| Việt Nam                           | 2–1      | Campuchia   |
| ---------------------------------- | -------- | ----------- |
| Lê Công Vinh 20' · Tola 50' (l.n.) | Chi tiết | Polroth 65' |

| Myanmar     | 1–0      | Malaysia |
| ----------- | -------- | -------- |
| D. Htan 90' | Chi tiết |          |

## Vòng đấu loại trực tiếp

### Sơ đồ
|  | Bán kết            | Bán kết  | Bán kết | Bán kết |           |   | Chung kết | Chung kết | Chung kết | Chung kết |
|  |                    |          |         |         |           |   |           |           |           |           |
|  |                    |          |         |         |           |   |           |           |           |           |
|  |                    |          |         |         |           |   |           |           |           |           |
|  | Indonesia (s.h.p.) | 2        | 2       | 4       |           |   |           |           |           |           |
|  | Indonesia (s.h.p.) | 2        | 2       | 4       |           |   |           |           |           |           |
|  | Việt Nam           | 1        | 2       | 3       |           |   |           |           |           |           |
|  | Việt Nam           | 1        | 2       | 3       | Indonesia | 2 | 0         | 2         |           |           |
|  |                    |          |         |         | Indonesia | 2 | 0         | 2         |           |           |
|  |                    | Thái Lan | 1       | 2       | 3         |   |           |           |           |           |
|  | Myanmar            | Thái Lan | 1       | 2       | 3         | 0 | 0         | 0         |           |           |
|  | Myanmar            |          |         |         |           | 0 | 0         | 0         |           |           |
|  | Thái Lan           | 2        | 4       | 6       |           |   |           |           |           |           |
|  | Thái Lan           | 2        | 4       | 6       |           |   |           |           |           |           |

### Bán kết
Lượt đi
| Indonesia                     | 2–1      | Việt Nam                     |
| ----------------------------- | -------- | ---------------------------- |
| Hansamu 7' · Boaz 50' (ph.đ.) | Chi tiết | Nguyễn Văn Quyết 17' (ph.đ.) |

| Myanmar | 0–2      | Thái Lan             |
| ------- | -------- | -------------------- |
|         | Chi tiết | D. Teerasil 23', 55' |

Lượt về
| Việt Nam                              | 2–2 (s.h.p.) | Indonesia                           |
| ------------------------------------- | ------------ | ----------------------------------- |
| Vũ Văn Thanh 83' · Vũ Minh Tuấn 90+3' | Chi tiết     | Lilipaly 54' · Lestusen 97' (ph.đ.) |

- Indonesia thắng với tổng tỷ số 4–3.

| Thái Lan                                                                     | 4–0      | Myanmar |
| ---------------------------------------------------------------------------- | -------- | ------- |
| M. Sarawut 33' · B. Theerathon 66' (ph.đ.) · C. Sirod 76' · S. Chanathip 83' | Chi tiết |         |

- Thái Lan thắng với tổng tỷ số 6–0.

#### Chung kết
Lượt đi
| Indonesia                    | 2–1      | Thái Lan        |
| ---------------------------- | -------- | --------------- |
| Rizky Pora 65' · Hansamu 70' | Chi tiết | D. Teerasil 33' |

Lượt về
| Thái Lan          | 2–0      | Indonesia |
| ----------------- | -------- | --------- |
| C. Sirod 37', 47' | Chi tiết |           |

- Thái Lan thắng với tổng tỷ số 3–2.

## Thống kê

### Các giải thưởng
| Cầu thủ xuất sắc nhất | Vua phá lưới    | Đội đoạt giải phong cách |
| --------------------- | --------------- | ------------------------ |
| Chanathip Songkrasin  | Teerasil Dangda | Thái Lan                 |

### Cầu thủ ghi bàn
6 bàn
- Teerasil Dangda

3 bàn
- Boaz Solossa
- Siroch Chatthong
- Sarawut Masuk

2 bàn
- Chan Vathanaka
- Stefano Lilipaly
- Hansamu Yama Pranata
- Mohd Amri Yahyah
- Aung Thu
- Zaw Min Tun
- Nguyễn Văn Quyết
- Lê Công Vinh

1 bàn
- Chrerng Polroth
- Sos Suhana
- Fachrudin Aryanto
- Lerby Eliandry
- Manahati Lestusen
- Rizky Pora
- Andik Vermansyah
- Syazwan Zainon
- David Htan
- Misagh Bahadoran
- Phil Younghusband
- Khairul Amri
- Theerathon Bunmathan
- Peerapat Notchaiya
- Chanathip Songkrasin
- Nguyễn Trọng Hoàng
- Vũ Văn Thanh
- Vũ Minh Tuấn

Phản lưới nhà
- Nub Tola (trong trận gặp Việt Nam)

### Kỷ luật
| Cầu thủ           | Thẻ phạt                                                      | Đình chỉ                    |
| ----------------- | ------------------------------------------------------------- | --------------------------- |
| Hafiz Abu Sujad   | ở bảng A v Philippines                                        | Bảng A v Thái Lan           |
| Fachrudin Aryanto | ở bảng A v Philippines · ở bảng A v Singapore                 | Bán kết lượt đi v Việt Nam  |
| Rudolof Basna     | ở bảng A v Philippines · ở bảng A v Singapore                 | Bán kết lượt đi v Việt Nam  |
| Trương Đình Luật  | ở bảng B v Campuchia                                          | Bán kết lượt đi v Indonesia |
| Quế Ngọc Hải      | ở bán kết lượt đi v Indonesia · ở bán kết lượt về v Indonesia |                             |
| Trần Nguyên Mạnh  | ở bán kết lượt về v Indonesia                                 |                             |
| Abduh Lestaluhu   | ở chung kết lượt về v Thái Lan                                |                             |

### Bảng xếp hạng giải đấu
| VT | Đội         | ST | T | H | B | BT | BB | HS | Đ  | Kết quả chung cuộc  |
| -- | ----------- | -- | - | - | - | -- | -- | -- | -- | ------------------- |
| 1  | Thái Lan    | 7  | 6 | 0 | 1 | 13 | 4  | +9 | 18 | Vô địch             |
| 2  | Indonesia   | 7  | 3 | 2 | 2 | 12 | 13 | −1 | 11 | Á quân              |
| 3  | Việt Nam    | 5  | 3 | 1 | 1 | 8  | 6  | +2 | 10 | Bị loại ở bán kết   |
| 4  | Myanmar     | 5  | 2 | 0 | 3 | 5  | 9  | −4 | 6  | Bị loại ở bán kết   |
|    |             |    |   |   |   |    |    |    |    |                     |
| 5  | Malaysia    | 3  | 1 | 0 | 2 | 3  | 4  | −1 | 3  | Bị loại ở vòng bảng |
| 6  | Philippines | 3  | 0 | 2 | 1 | 2  | 3  | −1 | 2  | Bị loại ở vòng bảng |
| 7  | Singapore   | 3  | 0 | 1 | 2 | 1  | 3  | −2 | 1  | Bị loại ở vòng bảng |
| 8  | Campuchia   | 3  | 0 | 0 | 3 | 4  | 8  | −4 | 0  | Bị loại ở vòng bảng |

## Tiếp thị

### Bóng thi đấu
Bóng thi đấu chính thức của AFF Cup 2016 được cung cấp bởi Mitre Delta Fluo Hyperseam.

### Nhà tài trợ
| Tài trợ chính               | Tài trợ phụ                                                             | Tài trợ khác                                                                             |
| --------------------------- | ----------------------------------------------------------------------- | ---------------------------------------------------------------------------------------- |
| - Suzuki                    | \| - Dulux - Epson - GT Radial \| - Konica Minolta - Toshiba - Z.com \| | - BlueScope - FamilyMart - Hyundai Heavy Industries - Mitre - Nikon Corporation - PINACO |
| - Dulux - Epson - GT Radial | - Konica Minolta - Toshiba - Z.com                                      |                                                                                          |

## Truyền thông
| Các quốc gia trong khu vực quy định sở hữu bản quyền AFF Cup 2016 | Các quốc gia trong khu vực quy định sở hữu bản quyền AFF Cup 2016 | Các quốc gia trong khu vực quy định sở hữu bản quyền AFF Cup 2016 | Các quốc gia trong khu vực quy định sở hữu bản quyền AFF Cup 2016 | Các quốc gia trong khu vực quy định sở hữu bản quyền AFF Cup 2016 |
| Quốc gia                                                          | Mạng phát sóng                                                    | Kênh truyền hình                                                  |                                                                   |                                                                   |
| ----------------------------------------------------------------- | ----------------------------------------------------------------- | ----------------------------------------------------------------- | ----------------------------------------------------------------- | ----------------------------------------------------------------- |
| Úc                                                                | Optus                                                             | Optus Sport                                                       |                                                                   |                                                                   |
| Brunei                                                            | RTB                                                               | RTB1                                                              |                                                                   |                                                                   |
| Campuchia                                                         | TVK                                                               | TVK                                                               |                                                                   |                                                                   |
| Indonesia                                                         | MNC Media                                                         | RCTI, iNews TV                                                    |                                                                   |                                                                   |
| Lào                                                               | LNTV                                                              | LNTV1                                                             |                                                                   |                                                                   |
| Malaysia                                                          | Media Prima, Astro                                                | TV3, TV9, Astro Arena                                             |                                                                   |                                                                   |
| Myanmar                                                           | MRTV-4                                                            | MRTV-4                                                            |                                                                   |                                                                   |
| Philippines                                                       | FoxSports                                                         | FoxSports : Philippines                                           |                                                                   |                                                                   |
| Singapore                                                         | MediaCorp                                                         | Okto: Sports on Okto                                              |                                                                   |                                                                   |
| Thái Lan                                                          | BBTV, TrueVisions                                                 | CH7, 7HD True Sport HD,                                           |                                                                   |                                                                   |
| Đông Timor                                                        | RTTL                                                              | TTL                                                               |                                                                   |                                                                   |
| Việt Nam                                                          | VTV                                                               | VTV6                                                              |                                                                   |                                                                   |
| Các quốc gia ngoài Đông Nam Á sở hữu bản quyền AFF Cup 2016       |                                                                   |                                                                   |                                                                   |                                                                   |
| Toàn châu Á                                                       | Fox International Channels                                        | Fox Sports Asia                                                   |                                                                   |                                                                   |